# Oneida (folk)

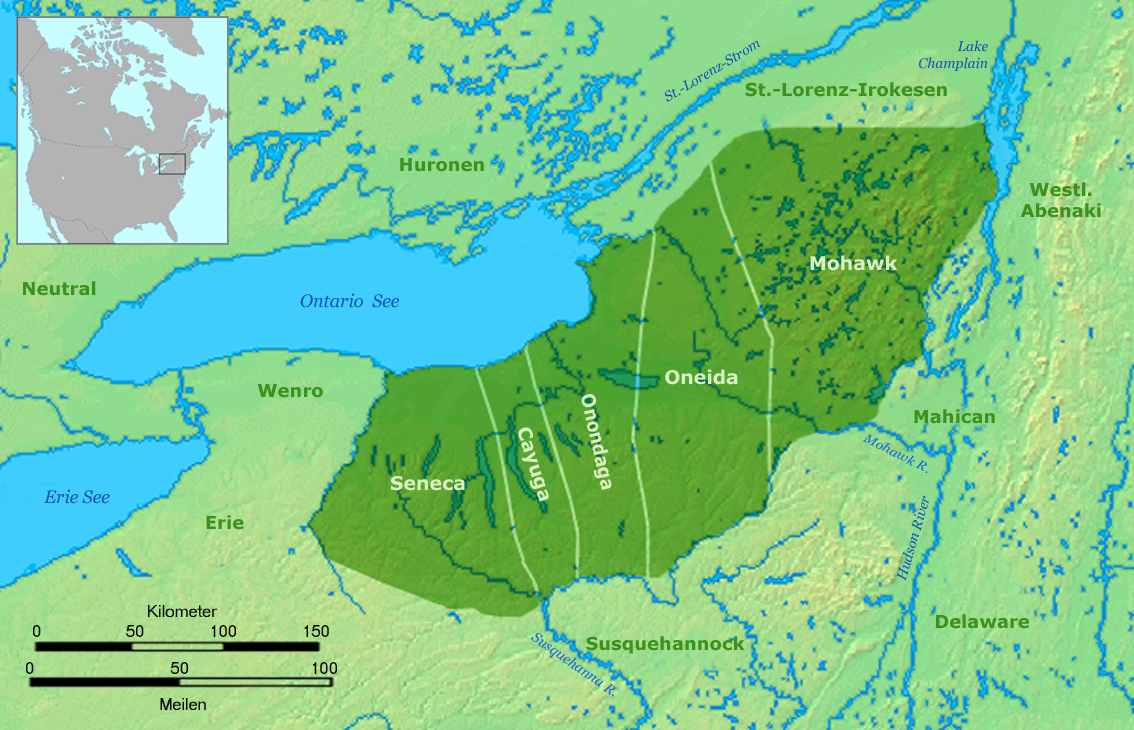

Oneida eller Onayotekaono är ett irokesiskt folk som sedan urminnes tid tillhör Irokesförbundet, som en av dess tre systersöner. Deras ursprungliga bosättningsområde var mellan onondaga och mohawkerna. Idag tillhör de flesta oneida antingen Six Nations of the Grand River First Nation och Oneida Nation of the Thames i Ontario eller Oneida Indian Nation i New York och Oneida Nation of Wisconsin i Green Bay.  